# Orthevielle
Orthevielle – miejscowość i gmina we Francji, w regionie Nowa Akwitania, w departamencie Landy.
Według danych na rok 1990 gminę zamieszkiwało 741 osób, a gęstość zaludnienia wynosiła 53 osób/km² (wśród 2290 gmin Akwitanii Orthevielle plasuje się na 551. miejscu pod względem liczby ludności, natomiast pod względem powierzchni na miejscu 818.).